# Татары (река)
Татары — река в Томской области России, правый приток Юла. Устье реки находится в 19 км от устья Юла по правому берегу. Протяжённость реки 10 км. Высота устья 118 м. Течёт в направлении с юго-запада на северо-восток.

## Данные водного реестра
По данным государственного водного реестра России относится к Верхнеобскому бассейновому округу, водохозяйственный участок реки — Чулым от водомерного поста села Зырянское до устья, речной подбассейн реки — Чулым. Речной бассейн реки — (Верхняя) Обь до впадения Иртыша.
Код водного объекта — 13010400312115200021285.